# Neuendorf A
Neuendorf A – dzielnica gminy Ducherow w Niemczech, w kraju związkowym Meklemburgia-Pomorze Przednie, w powiecie Vorpommern-Greifswald, w  Związku Gmin Anklam-Land.